# Thymelaea putorioides
Thymelaea putorioides är en tibastväxtart som beskrevs av Emberger och Maire. Thymelaea putorioides ingår i släktet sparvörter, och familjen tibastväxter. Inga underarter finns listade i Catalogue of Life.